# Walter Schmidt (Leichtathlet)
Walter Schmidt (* 7. August 1948 in Lahr/Schwarzwald) ist ein ehemaliger deutscher Leichtathlet und Olympiateilnehmer, der – für die Bundesrepublik startend – in den 1970er Jahren ein erfolgreicher Hammerwerfer war. Er stellte 1971 und 1975 Weltrekorde auf, die jeweils knapp drei Jahre unerreicht blieben. Im Jahre 1977 wurde bekannt, dass Schmidt Anabolika einnahm.
Jeweils den fünften Platz belegte er bei den Europameisterschaften 1971 (70,12 – 70,54 m – 68,66 – 69,34 – 69,46 – ungültig) und bei den Olympischen Spielen 1976 (72,58 – 74,72 m – 74,36 – 73,52 – 74,72 – 72,42). 1975 gewann er die Silbermedaille der Weltstudentenspiele (Universiade) (72,00 m).
Walter Schmidt gehörte dem Sportverein ASC Darmstadt an. Er hatte ein Wettkampfgewicht von 135 kg bei einer Größe von 1,92 m.
Er war von 1979 bis Januar 2012 als Sport- und Erdkundelehrer an der Freiherr-vom-Stein-Schule (Frankfurt am Main) tätig.

## Rekorde im Einzelnen
- 72,92 m, deutscher Rekord (der Bundesrepublik, zugleich gesamtdeutsche Bestleistung), 9. Juni 1970 in Darmstadt
- 76,40 m, Weltrekord, 4. September 1971 in Lahr/Schwarzwald
- 79,30 m, Weltrekord, 14. August 1975 in Frankfurt am Main